# Jacob Nolsøe
Jákup Nolsøe (getauft als Jacob am 7. Januar 1775 in Nólsoy; † 18. August 1869 in Tórshavn) war ein färöischer Handelsverwalter, Politiker und Bruder des Nationalhelden Nólsoyar Páll.
Jákup war der Sohn von Súsanna Djónadóttir aus Velbastaður und Poul Joensen aus Nólsoy. Verheiratet war er mit Anne Cathrine Pedersdatter. Napoleon Nolsøe war eines ihrer Kinder.
1831–1851 war er Verwalter des Monopolhandels über die Färöer.
Als Politiker saß Nolsøe 1858–1859 für den Wahlkreis Südstreymoy im Løgting.
Bei der Verschriftlichung der färöischen Sprache Anfang des 19. Jahrhunderts spielte Nolsøe eine Rolle als der erste Färinger, der keine phonetische, sondern eine etymologische, am Altnordischen ausgerichtete Orthographie verwendete. 1829 schrieb er die erste färöische Grammatik, die aber nie veröffentlicht wurde.

## Werke
- 1829 – Mállæra (Manuskript)
- 1829 – Jómsvíkingasøga (Teilübersetzung)